# Marie-Béatrice de Savoie
Pour les articles homonymes, voir Marie-Béatrice de Savoie (homonymie).
Titres
Duchesse de Modène et Reggio
14 juillet 1814 – 15 septembre 1840
(26 ans, 2 mois et 1 jour)
Duchesse de Massa et Princesse de Carrare
14 novembre 1829 – 15 septembre 1840
(10 ans, 10 mois et 1 jour)
Marie-Béatrice-Victoire-Joséphine de Savoie (Maria Beatrice Vittoria Giuseppina di Savoia), également appelée Marie-Béatrice de Sardaigne, est un membre de la maison de Savoie, née à Turin le 6 décembre 1792, et morte au château du Catajo, à Battaglia Terme le 15 septembre 1840.

## Biographie

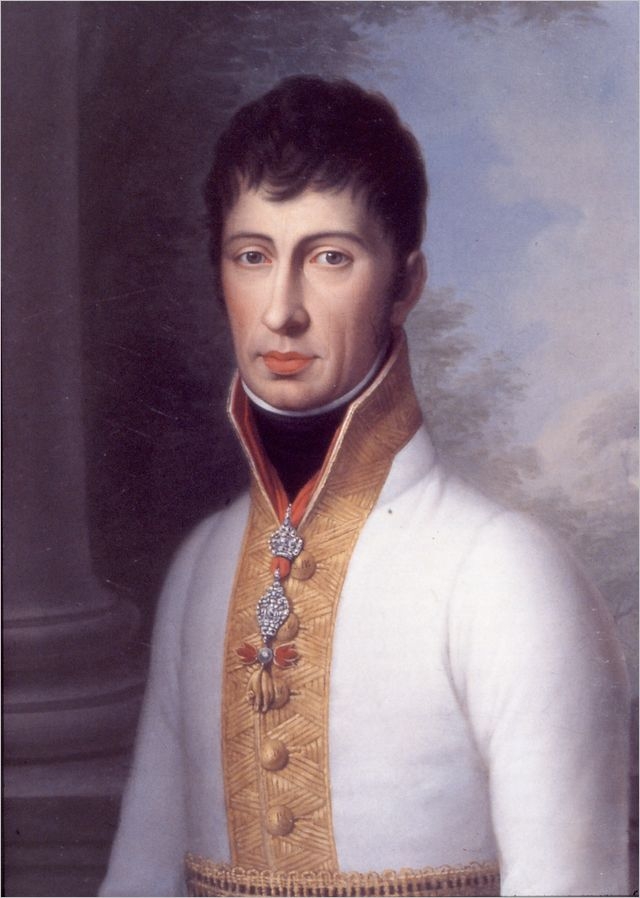
François IV, duc de Modène (1815)

Fille aînée de Victor-Emmanuel Ier de Savoie et de Marie-Thérèse d'Autriche, princesse de Modène, la princesse Marie-Béatrice épousa le 20 juin 1812 dans la cathédrale Sainte-Marie de Cagliari son oncle maternel, le futur François IV (1779-1846), duc souverain de Modène, de la maison de Habsbourg-Lorraine. 
Il fallut cinq années pour que la princesse accepte de consommer son mariage. Le couple eut quatre enfants :
- Marie-Thérèse (1817-1886), qui épousa en 1846 Henri de Bourbon, comte de Chambord (1820-1883), prétendant légitimiste au trône de France ;
- François (1819-1875), qui succéda à son père et épousa en 1842 Aldegonde de Bavière (1823-1914), sans postérité ;
- Ferdinand (1821-1849), gouverneur de la Galicie autrichienne, qui épousa en 1847 la fille du palatin de Hongrie, Élisabeth d'Autriche (1831-1903), dont il eut une fille Marie-Thérèse de Modène (1849-1919) qui épousa en 1868 le futur roi Louis III de Bavière (1845-1921) ;
- Marie-Béatrice (1824-1906) qui épousa en 1847 Jean de Bourbon, comte de Montizón (1822-1887), prétendant carliste aux trônes d'Espagne et de France.

Elle est inhumée à Modène dans l'église Saint-Vincent.
Aînée des descendants du roi Charles Ier par son père, elle était l'héritière des Stuart et du trône du Royaume-Uni, mais exclue de la succession à cause de l'Acte d'établissement anti-catholique de 1701.